# Окупація Калініна
Окупація Калініна — тимчасове захоплення військами вермахту міста Калініна (нині — Твер) під час німецько-радянської війни, що тривало з 17 жовтня по 16 грудня 1941 року.
У планах німецького командування місту Калініну відводилося важливе значення як великому промисловому і транспортному вузлу, який планувалося використовувати для подальшого наступу на Москву, Ленінград і північний схід європейської частини СРСР. Увечері 14 жовтня 1941 року місто було частково зайняте військами групи армій «Центр». Північна частина Калініна і Затвер'я залишалися під контролем Червоної армії. Бої в місті не припинялися ще три доби. 17 жовтня місто повністю перейшло під контроль німців. З початком окупації була сформована за допомогою німецьких властей місцева адміністрація, активно діяли нацистські спецслужби і каральні органи. З радянського боку в Калініні діяли агентура і резидентура, антифашистське підпілля. Протягом усього періоду окупації в Калініні і в безпосередній близькості від нього велися бої, саме місто перебувало у військовому положенні. Зважаючи на важливість оперативного району, 19 жовтня 1941 року було утворено Калінінський фронт і в ході Калінінської оборонної операції радянським військам вдалося зупинити подальший розвиток наступу вермахту, неодноразово робилися спроби звільнити місто.
16 грудня 1941 року в ході Калінінської наступальної операції місто було звільнене частинами 29-ї і 31-ї армій Калінінського фронту. Загальна тривалість окупації склала 64 дні. У ході визвольних боїв Червона армія втратила 20 000 чоловік, вермахт — 10 000 чоловік. За час бойових дій була знищена значна частина промислових підприємств і житлового фонду міста та загинуло близько 2500 чоловік цивільного населення. Загальний збиток, заподіяний народному господарству міста, перевищив 1,5 млрд руб.

## Обстановка на фронті перед взяттям Калініна

### Німецький прорив Західного фронту
Вранці 2 жовтня 1941 року в районі селища Холм-Жирковський, розташованого за 215 км від Калініна, 3-тя танкова група і піхотні дивізії 9-ї армії вермахту почали наступ проти сил Західного і Резервного фронтів. Вночі з 5 на 6 жовтня війська Західного фронту були відведені на рубіж Осташков, Селіжарово, Ржев і ржевсько-вяземський оборонний рубіж. 7 жовтня моторизований корпус супротивника підійшов до Вязьми, до 9 жовтня війська 22-ї, 29-ї і 31-ї армій Західного фронту з боями відійшли на рубіж Селіжарово, Єльци, Оленіно, Сичовка.
Оборонна операція закінчилася великою поразкою Червоної Армії. Значно переважаючим силам групи армій «Центр» вдалося прорвати оборону радянських військ, створивши сприятливі умови для наступу на Москву. 11 жовтня частини 41-го моторизованого корпусу зайняли Погоріле Городище і Зубцов (110 км від Калініна), 12 жовтня — Лотошино і Старицю (65 км від Калініна), передові підрозділи висунулися до Калініна.

## Значення Калініна в планах німецького командування
Німецьке командування приділяло Калініну особливу увагу. Місто розташоване на перетині трьох транспортних артерій: Жовтневої залізниці, шосе Москва — Ленінград і річки Волги з виходом на канал Волга — Москва, що мають ключове стратегічне значення. Крім того, в місті сходяться шосейні дороги, що ведуть з Ржева, Волоколамська, Бежецька, а також безліч доріг місцевого значення. У Калініні розташовувався ряд великих промислових підприємств. З захопленням міста німецьке командування планувало створити загрозу охоплення Москви з півночі і, надалі, використовувати місто для наступу на Москву, Ленінград і великі промислові центри країни — Ярославль, Рибінськ, Іваново.
Населення Калініна, згідно з переписом 1939 року, становило 216,1 тис. осіб, з них понад 60 тис. були робітниками. У місті діяло 70 промислових підприємств, у тому числі найбільші в СРСР у своїй галузі промисловості заводи вагонобудівний і КРЕПЗ, три вузи, педагогічний інститут, три театри, два кінотеатри, шість бібліотек. Місто було великим центром підготовки хімічних військ — були Калінінське військове училище хімічного захисту, хімбаза.

## Калінінська оборонна операція

### Німецький наступ. Оборона Калініна

#### Події, які передували німецькому наступові
Від Ржева до Калініна були підготовлені оборонні споруди, але радянських військ на цьому напрямі не було, тому німці практично безперешкодно підійшли до Калініна. Ще до підходу німецьких частин обстановка в Калініні була дуже напруженою. У місті виникла паніка і хто не встиг втекти намагалися запастися всім, чим можна, побоюючись голоду. Почастішали випадки мародерства. Через обстріли виникали пожежі, які було нікому гасити. У доповідній записці військовий прокурор 30-ї армії Березовський зазначив:
До 22:00 13 жовтня цього року в місті не виявилося ні міліції, ні пожежної охорони, ні співробітників УНКВС, за винятком майора держбезпеки тов. Токарєва. Ця остання обставина була викликана боягузтвом заступника начальника УНКВС капітана держбезпеки тов. Шифріна і начальника обласної міліції капітана Зайцева.
З документа випливало, що ці дві людини, змовившись, покинули місто, повівши із собою 100 співробітників УНКВС і 900 міліціонерів. Пожежна охорона також дезертирувала з Калініна, заходів до її розшуку не робилося.
Згідно з донесенням члена військової ради 30-ї армії про бої за місто Калінін від 17 жовтня 1941 року, саме в цей період німці почали посилений обстріл міста, яке до 12 жовтня 1941 ніхто не обороняв. У тому ж донесенні місцева влада Калініна звинувачвалася в безпечності і безвідповідальності. Військовою радою, яка прибула в Калінін, було прийнято рішення про організацію загороджувальних загонів, в склад яких увійшли політпрацівники, особісти і співробітники НКВС. В результаті:
 було затримано не менше 1500 чоловік збройних червоноармійців і командирів різних армій і з'єднань, які втекли в напрямку на Москву, з яких кілька людей було розстріляно на місці без суду і слідства.
Затриманих укомплектували в штрафбати і відправили на фронт. Примітний такий факт:
 Усі затримані перевіряються і з озброєних формуємо підрозділи, які направляються на фронт. Затримані без зброї направляються в запасний полк. У армії немає зброї для їх озброєння. 

#### Система радянської оборони
Вранці 12 жовтня на станцію Калінін прибули ешелони з 142-м і 336-м полками 5-ї стрілецької дивізії під командуванням підполковника П. С. Телкова. У стрілецьких полках дивізії налічувалося в середньому по 430 чоловік. Заступник командувача Західним фронтом генерал-полковник І. С. Конєв поставив дивізії задачу стримати противника на підступах до міста і розпорядився посилити її маршовою ротою та загоном слухачів Вищого військово-педагогічного інституту Калініна. Також у розпорядження дивізії було виділено кілька загонів ополчення.
До 13 жовтня 1941 передові німецькі частини досягли села Даніловське, розташованого за 20 кілометрів від Калініна. Німецька авіація великими силами почала інтенсивне бомбардування міських кварталів. У місті почалися пожежі. У той же день західна околиця міста піддалася інтенсивному артилерійському обстрілу з району Черкасово. Танкові й моторизовані частини противника пробивалися до Калініна по Старицькому шосе і 13 жовтня захопили село Мігалово. У ніч з 12 на 13 жовтня і вдень 13 жовтня сили Червоної армії зайняли оборону на південній та південно-західній околицях міста, розтягнувшись на 14 кілометрів. Однак стримати противника вони не змогли. 5-та стрілецька дивізія була відтіснена до полотна залізниці, де зайняла оборону, забезпечивши проїзд ешелону з 190-м полком. Незважаючи на прибуття підкріплень, значна чисельна перевага залишалася на боці німців, через відсутність танкової та авіаційної підтримки дивізії відступили до східної околиці міста.
У ніч з 13 на 14 жовтня автотранспортом прибула 256-та стрілецька дивізія (командир — генерал-майор С. Г. Горячев) у складі 934-го, 937-го стрілецьких полків і 531-го легкого артилерійського полку. У стрілецьких полках в середньому було по 700 чоловік. 934-й стрілецький полк отримав завдання обороняти Заволжя по Безіменному струмку на північний схід від Черкасово, а 937-й стрілецький полк повинен був зосередитися в міському саду, складаючи резерв командувача армією.

#### Обставини взяття Калініна німецькими військами
До ранку 14 жовтня 1941 німці підтягнули до Калініна основні сили ударного угруповання: 1-шу танкову дивізію, 900-ту моторизовану бригаду і частину сил 36-ї моторизованої дивізії (близько 20000 чоловік), які у 8-10 разів перевершували чисельність тих, хто оборонявся.
Наказ командувача 41-го моторизованого корпусу Вальтера Моделя командиру 1-ї танкової дивізії Вальтеру Крюгеру з командного пункту в Даниловському свідчив:
Оволодіти містом Калінін і шосейним мостом через Волгу за 2 кілометри від нього!
У той час як бойова група В (посилений 1-й піхотний полк), прикриваючи лівий фланг дивізії і транспортні шляхи з півночі, ще відбивала запеклі атаки радянських частин на плацдармі у Стариці, головні сили дивізії приготувалися до штурму Калініна.
Почали німецьку атаку два передових підрозділи. Підрозділ майора барона фон Вольфа атакував о 5:00 і діяв у напрямку шосе Лотошино — Калінін. У той же час 3-тя рота 113-го стрілецького полку під командуванням лейтенанта Кацмана атакувала Старицьке шосе. Обидва підрозділи зустріли значний опір коло лінії залізниці і були змушені призупинити наступ.
До 10:00 14 жовтня 142-й і 336-й стрілецькі полки 5-ї стрілецької дивізії займали оборону на рубежі Желтиково — Нікуліно — Лебедєво, контролюючи Старицьке і Волоколамське шосе. 190-й стрілецький полк зосередився в районі школи № 12 (південна частина міста); слухачі курсів молодших лейтенантів оборонялися в районі Бортниково; 934-й стрілецький полк 256-ї стрілецької дивізії займав оборону на рубежі Ніколо-Малиця, струмок Межурка, не допускаючи прориву противника в місто вздовж лівого берега Волги.
О 10:30 14 жовтня німецькі війська перейшли в наступ по обох берегах Волги, проте зустріли значний опір радянських військ на західній околиці Калініна. З 12:30 почалися вуличні бої в місті. Бойові порядки радянських військ піддавалися масованим ударам ворожої авіації.
Частини 5-ї стрілецької дивізії під тиском переважаючих сил противника відійшли в центр міста і зайняли оборону по річці Тьмака. Вуличні бої в південній частині Калініна тривали весь день і ніч. Німецький наступ здійснювався за підтримки вогнеметних танків 101-го вогнеметного танкового батальйону, укомплектованого Flammpanzer II і піввзводу танків PzKpfw IV:
Почалися важкі вуличні бої із захисниками Калініна, які хоробро билися і міцно утримували численні вузли оборони в місті. Їх вдавалося змушувати відходити тільки після підпалу їх опорних пунктів вогнеметними танками або з вогнеметів… Це вимагало багато часу… У центрі Калініна билися залишки 113-го моторизованого батальйону, 1-й батальйон і 1-й танковий полк, посилений вогнеметними танками… Тепер міст (шосейний міст через Волгу) немов магніт притягував стрільців, що його атакували. До них приєднався вогнеметний танк, який супроводжували два танки типу III. Вони придушували кулеметні точки… Нарешті підвезені міномети відкрили вогонь димовими мінами по позиціям противника… Коли дим знову розсіявся, ми досягли вже дощатих стін стадіону.
Вранці 15 жовтня 5-та стрілецька дивізія, зазнавши втрат убитими і пораненими до 400 осіб, під тиском сил противника відійшла на рубіж Костянтинівка — Малі Перемерки — Котово.
Частини 256-ї стрілецької дивізії протистояли меншим силам противника і міста не залишили, ведучи в ньому вуличні бої. Особливо запеклі бої йшли за Тверецький міст, де силами 531-го артилерійського полку під командуванням лейтенанта А. І. Кацитадзе були відбиті кілька атак; згодом їх підтримали прибулі за напрямком з Лихославля частини 8-ї танкової бригади.
З боку Горбатого моста радянська оборона була сильна, і наступ німецьких частин на цій ділянці міста було зупинено. Також було зупинено німецьке просування і в Затвереч'є, що дозволило командуванню фронту створити міцну оборону на Бежецькому шосе.
Жителі, вийшовши за межі міста, йшли в тилові райони області трактами на Бежецьк, Кімри, Кашин. Полум'я пожеж над містом було видно за десятки кілометрів.

### Дії радянських військ. Утворення Калінінського фронту
Ситуація навколо міста Калінін розвивалася за вже випробуваним під час літньої кампанії сценарієм: німецькі війська, захоплюючи ключову позицію, змушували Червону Армію її відбити, ведучи бої на невеликому просторі навколо міста. У зв'язку з важливістю оперативного напрямку 19 жовтня 1941 Верховним командуванням Червоної Армії було утворено Калінінський фронт. Утворення Калінінського фронту мало важливе стратегічне значення: з'єднуючи армії Західного та Північно-Західного фронтів, він загрожував з флангу групі німецьких військ, що наступали на Москву з півночі, перегородив німецьким силам шлях на північ і схід й не дав розгорнути наступ на Ленінград, який міг би створити критичні умови для радянських військ, сприяючи обороні Москви і Ленінграда восени і взимку 1941 року.
Враховуючи особливе значення міста, радянське командування мало прийняти відповідні заходи, але для організації повноцінного контрнаступу не мало достатньо сил. У сформованій ситуації виняткову роль для Калінінського фронту і Московської оборонної операції зіграли заходи, вжиті радянським командуванням в перші дні окупації: рейд 21-ї танкової бригади і дії оперативної групи М. Ф. Ватутіна.

#### Дії оперативної групи Ватутіна
10 жовтня 1941 з метою запобігання просуванню противника до Калініна була створена оперативна група військ під командуванням начальника штабу Північно-Західного фронту генерал-лейтенанта М. Ф. Ватутіна. До неї увійшли дві стрілецькі і дві кавалерійські дивізії, 46-й мотоциклетний полк і 8-ма танкова бригада. 13 жовтня наказом командувача Північно-Західним фронтом генерал-лейтенанта П. О. Курочкіна 8-й танковій бригаді і 46-му мотоциклетному полку до кінця 14 жовтня була наказано зосередитися в районі на південь Вишнього Волочка і бути готовими діяти в напрямку Торжок — Калінін.
Зробивши за одну добу двохсоткілометровий марш, 8-ма танкова бригада і 46-й мотоциклетний полк зосередилися в районі села Думаново (на південний захід від Торжка), а передові частини, пройшовши за добу близько 250 кілометрів, підійшли до села Калікино (шість кілометрів північно-західніше Калініна; нині — селище Заволжський) і з ходу вступили в бій. Вдень 15 жовтня до Калініна стали підходити основні сили оперативної групи, одночасно по шосе на Торжок виступили сили німецької армії. На північно-західній околиці Калініна зав'язався зустрічний бій, який тривав близько 4 год. До 14 години 934-й стрілецький полк у взаємодії з 8-м танковим полком бригади контратакував противника і опанував Горбатим мостом. О 16 годині противник великими силами піхоти з 30 танками перейшов в атаку. В результаті бою німці втратили 3 танки, 5 бронемашин, понад 600 солдатів і офіцерів й відійшли назад у місто. На кінець дня група закріпилася на північно-західних окраїнах Калініна.
О 15 годині 16 жовтня частини 1-ї танкової дивізії (бойова група полковника Гейдебранда) і 900-ї моторизованої бригади завдали удару з району станції Дорошиха в напрямку на Ніколо-Малицю. Їм вдалося швидко прорвати оборону 934-го стрілецького полку 256-ї стрілецької дивізії і до кінця дня вийти в район Мєдного. У боях під Мєдним 22-23 жовтня втрати німців склали до 1000 чоловік, 200 мотоциклів, до 30 танків, 15 гармат, безліч автомашин та іншої техніки; відступавші німецькі танки були притиснуті в районі Дмитровського болота (між селами Черкасово і Щербово), при цьому їх втрати склали 70 танків. Таким чином, спроба німецького командування використовувати Калінін для подальшого наступу, була зірвана.

#### Рейд 21-ї танкової бригади на Калінін
12 жовтня 1941 начальником АБТУ Я. М. Федоренком перед 21-ю окремою танковою бригадою була поставлена задача після отримання танків слідувати через Москву в Калінін, розвантажитися там і не допустити захоплення міста.
У зв'язку з евакуацією станцій Калінін і Редкино, бригада була змушена розвантажуватися в Завидово і Решетниково.
Наступ на Калінін почався вранці 17 жовтня трьома групами по Волоколамському (групи М. О. Лукіна, М. П. Агібалова) і Тургіновському (група Й. І. Маковського) шосе. У селі Пушкіно група розгромила німецький штаб. У селі Трояново (16 км від Калініна) танки бригади зустріли щільний протитанковий вогонь. В ході бою загинув командир полку майор Лукін. Частина танків змогла прорватися через німецькі позиції. У Напрудному (10 км від Калініна) загинув капітан Агібалов. У Калінін прорвалися 8 танків групи.
Танк Т-34 № 3 старшого сержанта С. Х. Горобця відірвався від основної групи, з боями прорвався в центр Калініна, а потім — на його східну околицю, де тримала оборону 5-та стрілецька дивізія. Поки танк С. Х. Горобця успішно проривався через місто, на вулицях Калініна були підбиті або згоріли в своїх танках 7 інших екіпажів з 1-го батальйону капітана М. П. Агібалова.
Група Маковського прорвала оборону на південній околиці міста і кинулася в район залізничного вокзалу, де німці створили укріплений район. Там група зазнала важких втрат, сам Маковський був важко поранений.
За радянськими даними, в ході рейду 17 жовтня 1941 року за Калініном і в самому місті було знищено 38 танків противника, до 200 автомашин, 82 мотоцикли, близько 70 гармат і мінометів, не менше 16 літаків на аеродромах, 12 цистерн з пальним, велика кількість солдат і офіцерів, розгромлено 3 штаби.
Всього в боях з 16 по 19 жовтня 1941 року зі складу 21-ї танкової бригади було втрачено 25 танків (Т-34 — 21, БТ — 3 і Т-60 — 1) і 450 чоловік особового складу.